# 상하이 훙차오역
상하이 훙차오역(중국어: 上海虹桥站, 액면 역코드 沪C)은 상하이 민항구에 위치한 철도역으로, 2010년 7월 1일에 개통했다. 동쪽은 상하이 훙차오 국제공항 2터미널로, 징후 고속철도, 후닝 고속철도, 후쿤 고속철도가 이 역을 지난다. 상하이 훙차오역은 고도로 현대화된 중국 철도 터미널로, 매일 270여쌍의 고속철도 열차가 운행되며, 하루 평균 17만여명, 최대 29만명의 승객이 수송되며 상하이국 그룹 상하이 직속역이 관리하는 특등역으로, 또한 훙차오 종합환승센터의 핵심 부분이자 화둥 지구의 가장 중요한 철도 여객 환승지점이다.
상하이 훙차오역은 고속과 종합 2종류 차량을 지원하여 총 16면 30선 규모로, 고속열차 10면 19선, 종합열차 6면 11선, 고속승강장 및 종합승강장 모두 상대식 승강장이 각각 하나씩 있다. 역사의 총 건물 면적은 약 24만 m²이다. 상하이 훙차오역의 역사, 대합실 공사의 준공 예정일은 징후 고속철도 공사와 동일화하였다. 이 중 역내 보관 및 통합 현장 공사는 2010년 상하이 엑스포 기간에 사용하기 위한 요구사항을 충족한다.

## 개요

### 구성
당초 계획 중 후항 고속철도, 징후 고속철도를 잇는 고속철도 대형터미널을 七宝站 인근에 세울 계획이었으나 상하이 훙차오 국제공항과 가까워 활주로의 끝쪽에 위치하여 항공안전에 큰 영향을 미쳤다. 원래 설계측은 "아침입장, 토지이용(下沉站场、土地利用)" 등의 방법으로 해결책을 제시하였으나, 옛 七宝 고속철도역안은 엎어졌다. 이후 상하이 공항그룹은 입지를 재논증하면서 2004년 11월 발표한 '상하이항공 허브 전략계획'에서 "공항의 비전은 공항 자체만이 아니라 종합교통체계 전반의 문제점을 고려해야 한다"고 제시한 바 있었으며, 이에 따라 기존 훙차오공항 확장계획에서 터미널과 서부 활주로 위치를 동쪽으로 1350m가량 이동시켜 8km²의 지대를 만들어 고속철도역을 건설했고, 고속철도역은 훙차오를 최종 입지시켜 훙차오 교통환승센터의 일부가 되었다.
역 설계는 2006년 3월에 상하이시 인민정부의 정식 승인을 받았으며, 2008년 7월 20일 징후 고속철도 개통과 함께 정식 개장하였다.

### 운영
2010년 7월 1일 상하이 훙차오역은 상하이 엑스포의 부속 공사로, 후닝 고속철도 개통에 따라 동시 운영되며, 초기에는 서부역사의, 대합실 11개소, 11개 선로, 22개 개찰구만 개방되었으며, 후닝 고속철도 본선 열차 위주로 운행할 62쌍의 동차를 운행하도록 배분했다. 같은 해 10월 26일, 후닝 고속철도가 개통하면서, 상하이 훙차오역은  시종착부터 남행 간의 열차 운행을 맡았으며, 상하이 남역에서는 더 이상 D형 열차를 운행하지 않게 되었다. 동시에 항저우역 방면 고속열차도 함께 운행한다.
상하이 훙차오역은 2011년 5월 11일 개통 준비중인 징후 고속철도의 시운전을 시작했다. 그해 6월 30일 징후 고속철도가 개통되면서 상하이 훙차오역은 징후 고속철도의 시종착역이 되었다. 상하이 훙차오역은 대규모 운행으로 징후 고속철도와 후항 고속철도의 중계역이 되었다.。
2014년 7월 1일, 상하이 훙차오역은 상하이 철로국에서 가장 먼저 개통된 WiFi의 8개 시범역 중 하나가 되었고, 그 WiFi는 승객들에게 무료로 인터넷 접속을 할 수 있도록 해준다.
아울러, 상하이 훙차오역은 양대 간선 종착역으로서 승객이 많다는 특징에 대응하여, 2015년 9월 29일 역 대합실 개찰구에 역방향 수문을 설치하여 환승객에 제공한다. 이용 중 환승객은 승강장층에서 수직 엘리베이터를 타고 개찰구를 거쳐 대합실로 직접 들어가 환승할 수 있다.
상하이 훙차오역이 운행되면서 승강장에 침하가 시작됐고, 철골구조의 차양도 녹슬어 있었다. 2018년 8월부터 제1회 중국국제수입박람회 개최를 앞두고 상하이 훙차오역은 100일가량 승강장과 차양 철골 구조 정비 공사를 시작했다. 역 운영에 지장이 없도록 모든 공사가 야간에 진행되었다.

## 역 구조

### 역사
상하이 훙차오역은 44만m²(약 24만m²)의 건물로, 기둥없는 캐노피 면적은 6만9000m²이다. 역사는 직사각형 모양으로 길이 409.7m, 폭 162m로 강철관형 콘크리트 기둥-강철 트러스 프레임 구조 체계로 이루어졌이다. 해당 공사는 철도부 제3탐사설계원 그룹유한회사, 중철 제4탐사설계원 그룹유한회사, 상하이현대건축디자인(그룹)이 설계했고, 상하이 건설공사(그룹) 본사, 중철(中铁) 24국 그룹 컨소시엄이 공사를 총괄하고 있다. 상해 天佑 엔지니어링컨설팅 유한회사와 상하이 건과건설감리자문유한회사가 연합하여 공사 감독을 담당했다.

#### 승차구
상하이 훙차오역 승차구(出发区)는 2층에 위치해 있고, 도로 위쪽에 걸쳐 있고, 남북 양쪽에 자동차 하차객 플랫폼이 설치되어 있으며, 각각 15개의 진입로가 설치되어 있지만, 실제로는 일부 진입로만 개방되어 있다. 상하이 훙차오역 대합실 면적은 11340m²로 최대 1만 명이 동시에 대합할 수 있다. 대합실 주변에는 10개의 유인매표소와 2개의 무인매표소가 설치돼 있으며 총 154개, 무인매표기 80대가 설치돼 있다. 이 중 제6매표소 4번 창구, 제3매표소 89번 창구는 중국 동방항공“공철연운(空铁联运)”제 취항전용 창구다. 제12매표소는 현재 셀프외화환전, 관광안내, 공철연운, 중철은통카드(中铁银通卡), 상시여객서비스, 단체여객업무, 고속철도편민위송위탁(高铁便民托运)서비스 등을 제공하는 종합서비스센터로 개조되었다.
상하이 훙차오역은 주변 도시에서 열리는 중대 행사 외에 여객 신원 검증을 하지 않아 중국 전역에서 유일하게 신원 검증을 시행하지 못한 고속철도 역이다. 상하이 훙차오역 경영진은 매표소를 역 밖으로 옮겨 대합실 유입 인구를 줄일 계획이었으나 성사되지 못했다.. 2018년 10월 2일부터 남북 进站口에서 무인신원 확인이 실시되었다. 10월 30일부터 전 역에 进站口마다 신원 검증을 실시하였으나, 사람·증명의 일치성만을 검증하는 것이었고, 아울러 역에는 임시 신분 증명 셀프 프린터 7대를 설치하여, 여객 셀프 인쇄 임시 증명을 편리하게 하였다. 대합실에는 “心尚”雷锋 휴게소, 직음수, 화장실, 상가, VIP 라운지 등의 시설이 설치되어 있다. 또 첫 입회식을 맞아 “인터넷 스마트 e역”을 리모델링해 터치스크린을 통해 출발 정보를 조회할 수 있고, 컴퓨터와 휴대전화 등 스마트 기기를 충전하거나, 셀프서비스 요금 카운터를 통해 东航、상하이 항공 항공편의 탑승 수속도 가능하다.
상하이 훙차오역 승차구에는 총 32개의 개찰구가 있으며 번호 A1-A30과 B1-B30번으로 각각 30개의 승강장에 대응하고 있다. 그 중 A로 시작하는 개찰구는 전부 대합실 남쪽에 위치하고 있으며, 개집표기를 통과한 후에는 계단과 에스컬레이터가 승강장으로 통하고, B로 시작하는 개찰구는 대합실 북쪽에 있으며, 계단과 에스컬레이터 외에 승강기 하나와 환승게이트가 있다.

#### 하차구
상하이 훙차오역 하차구(到达区)는 B1층으로, 고도(股道)의 아래쪽에 있다. 승강장마다 남북으로 두 곳의 계단이 설치되어 하차층으로 갈수 있다. 이 중 북쪽 계단에는 에스컬레이터 하나, 남쪽 계단에는 에스컬레이터 하나와 엘리베이터 하나가 있다. 하차층에는 총 6개의 하차 요금지불 구역이 있다. 이 중 17번 승강장은 남(북) 1~4번 출구에 대응, 8~19번 승강장은 남(북) 5~10번 출구에 대응, 20~30번 승강장은 남(북) 11~15번 출구에 대응하여 인접한 요금지불 구역 사이에 택시 승강장으로 가는 입구가 있다.
남북 하차 출구 사이에는 동서광장을 잇는 지하통로가 있다. 이 중 남/북 11-15번 출구 사이에는 상하이 지하철 훙차오역의 대합실이 있으며, 지하철 자동발매기와 역출입구가 있다. 1-10번 출구 사이에는 고속철 훙차오 상업센터가 있어 각종 패스트푸드점과 편의점이 갖춰있다. 상업 지구와 지하철역 대합실 사이에는 지하철 환승객의 표 구입과 인출을 용이하게 하기 위한 매표소가 있다.

#### 상업 시설
상하이 훙차오역은 풍부한 철도역 무역을 자랑하고 있어, 현재 중국에서 상업 환경이 가장 좋고 여객 구매력이 가장 높은 고속철도 역이다. 초기 계획에서, 당시 철도부 부장 류즈준이 일본 신칸센과 홍콩 MTR 부동산 개발을 언급하여 훙차오역의 상업적 이익에 큰 관심을 기울였고, 이를 위해 신 상하이 철도 그룹(新上铁集团) 산하의 고속철도 훙차오 상업센터를 신설하였다. 상하이 훙차오역 B1층과 3층에 위치한 고속철도 훙차오 상업센터는 하루 약 3000만 위안의 현금 흐름을 가져와 3차 산업 발전을 통한 철도의 도약을 촉진하고 있다. 역은 출발층과 도착층에 100여개가 넘는 브랜드를 들여와 음식점, 주점, 문화, 쇼핑 및 기차 다양한 레저서비스를 제공하며, 이 중 식품, 외식, 백화점이 30%, 나머지 종류는 1할을 차지하고 있다.

### 역 시설
역은 16면 30선으로 모두 발선까지 설치되며, 승강장은 14개의 섬식 승강장과 2개의 상대식 승강장을 포함한다. 이 중 10면 19선은 징후 고속철도, 후쿤 고속철도를 주로 운행한다.
이 중 9번, 10번은 본선에 있으며, 자갈 도상이다. 20번 승강장은 후쿤-후닝 직결 운행 열차가 이용할 수 있으며, 하루 85번씩 열차가 정차하는, 중국 철도 시스템 내 가장 바쁜 승강장이다. 6면 11선의 종합장(综合场, 초기에 성제 보속장(城际普速场)으로 부름)은 주로 후닝 고속철도로 운행하는 열차를 연결한다.
현재 상하이 철도국에서 운영하는 출발 열차는 주로 북쪽에있는 홍차오 EMU에 설치되어 있으며 역 북쪽에는 4.5km 길이의 출구 라인이 연결되어있다.
현재 고속장(高速场)은 상하이 철로국에서 운영하는 시발열차가 주로 정비되는 역 북쪽의 훙차오(虹桥) 동차운용소가 있으며, 역 북쪽에서 길이 4.5km의 출고선이 연결돼 있다. 성제장(城际场)은 역 북쪽에 위치한 훙차오 동차운용소, 난샹(南翔) 동차운용소도 있고, 남쪽에 있는 상하이난(上海南) 동차운용소도 정비되어 있다. 이 때문에 성제장에는 북쪽으로 난 펑훙선(封虹线)이 설치되어있어, 훙차오 운용소 출고선은 훙차오 운용소와 난샹 운용소로, 남쪽으로는 훙치선(虹七线)이 치바오역을 거쳐 후쿤철도, 선이연락선(莘李联络线), 상하이 남선을 거쳐 상하이남 운용소로 갈 수도 있다.

## 여객열차 목적지
현재 상하이 훙차오역은 하루 200여쌍씩 운행하고 있으며, 평균 84초에 한 차례꼴로 이 역을 지나왔다.

### 착발 열차

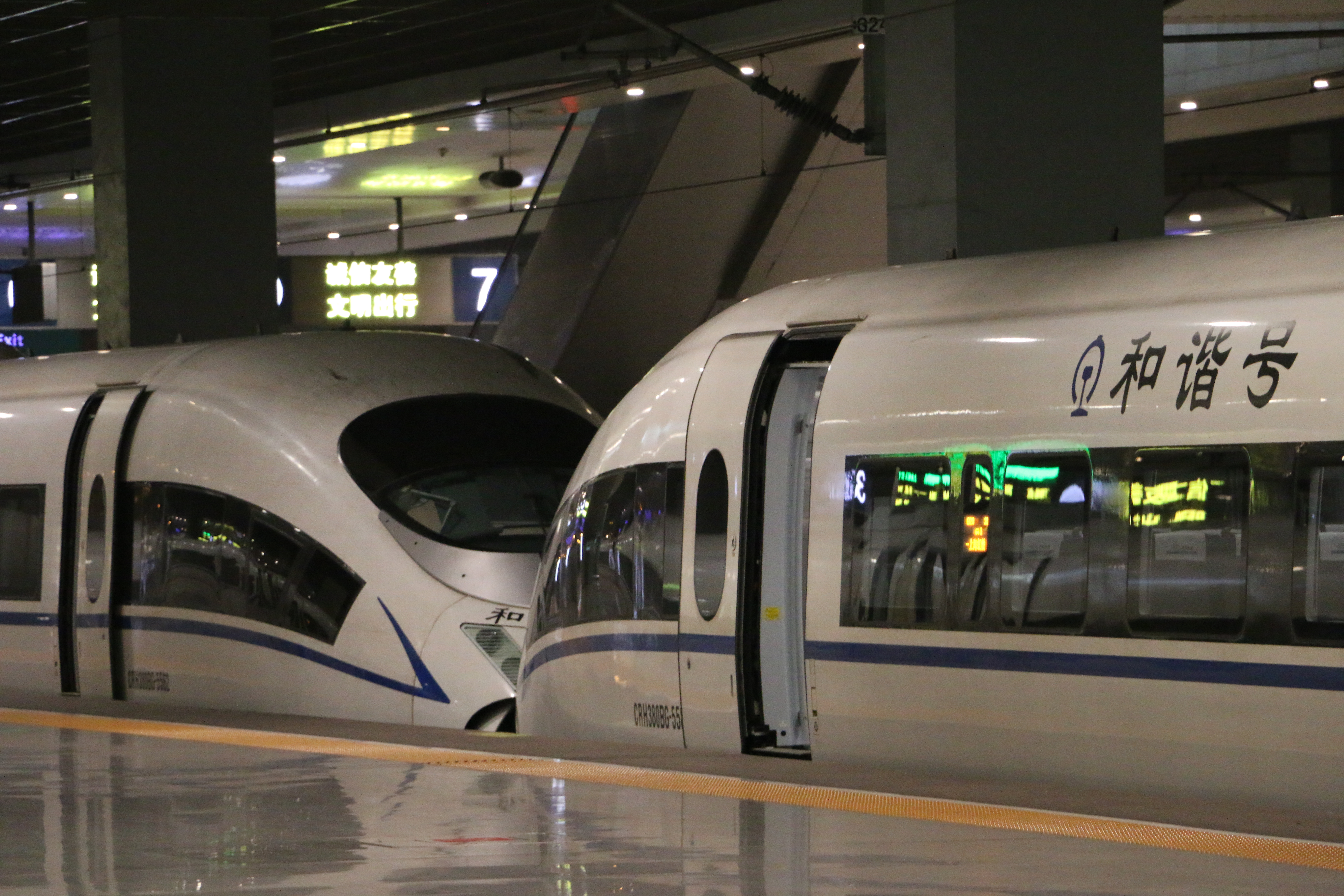
상하이 훙차오역에 정차한 창춘역발 G1213차 열차

| 목적지          | 열차 | 철로국                   |
| --------------- | --- | ------------------------ |
| 베이징 남       | G2, G8, G10, G14, G16, G102, G104, G106, G108, G110, G112, G114, G116, G120, G122, G124, G126, G132, G412, D704 (주말선), D708 | 중국철로 상하이국 그룹   |
| 베이징 남       | G4, G22, G134, G138, G140, G142, G144, G146, G148, G150, G152, G154, G158, G170                                                | 중국철로 베이징국 그룹   |
| 스자좡          | 징후 고속철도, 스지 여객전용선：G54                                                                                            | 중국철로 상하이국 그룹   |
| 스자좡          | 징후 고속철도, 수란 여객전용선, 징광 고속철도 경유：G2812                                                                      | 중국철로 베이징국 그룹   |
| 광저우 남       | G85 비정기 운행: D935 | 중국철로 상하이국 그룹   |
| 광저우 남       | G1301, G1305 | 중국철로 광저우국 그룹   |
| 홍콩 사이가우룽 | G99 | 중국철로 상하이국 그룹   |
| 톈진 서         | G212 | 중국철로 상하이국 그룹   |
| 톈진 서         | G214, G216 | 중국철로 베이징국 그룹   |
| 칭다오          | G230 | 중국철로 상하이국 그룹   |
| 칭다오          | G226, G234 | 중국철로 지난국 그룹     |
| 지난 동         | G298 | 중국철로 지난국 그룹     |
| 지난 서         | G300 | 중국철로 지난국 그룹     |
| 룽청            | G456 | 중국철로 지난국 그룹     |
| 창사 남         | 북쪽 (징후 고속철도, 닝룽 선, 징광 고속철도 경유)：G576, G1772 남쪽 (후쿤 고속철도 경유)：G1341, G1343, G1347, G1349           | 중국철로 상하이국 그룹   |
| 창사 남         | 남쪽 (후쿤 고속철도 경유)：G1355, G1357, G1359, G1361, G1363, G1365 북쪽 (징후 고속철도, 닝룽 선, 징광 고속철도 경유)：G1776   | 중국철로 광저우국 그룹   |
| 한커우          | G598, G1724, D3056, D3060, D3064, D3068, D3090                                                                                 | 중국철로 상하이국 그룹   |
| 한커우          | G1768, D3010, D3014, D3032, D3042, D3046, D3094                                                                                | 중국철로 우한국 그룹     |
| 우한            | G676 | 중국철로 상하이국 그룹   |
| 우한            | G1720 | 중국철로 우한국 그룹     |
| 우한            | G1736 | 중국철로 시안국 그룹     |
| 하얼빈 서       | G1204 | 중국철로 하얼빈국 그룹   |
| 다롄 북         | G1252 | 중국철로 선양국 그룹     |
| 창춘            | G1214, G1236 | 중국철로 선양국 그룹     |
| 단둥            | G1232 | 중국철로 선양국 그룹     |
| 창춘 서         | G1258 | 중국철로 선양국 그룹     |
| 구이양 북       | G1329 | 중국철로 청두국 그룹     |
| 구이양 북       | G1321 | 중국철로 상하이국 그룹   |
| 충칭 서         | 후쿤 고속철도, 위구이 철로 경유：G1333 징후 고속철도, 수란 여객전용선, 시청 고속철도, 청위 고속철도：G1974                     | 중국철로 상하이국 그룹   |
| 난충 북         | G1337 | 중국철로 청두국 그룹     |
| 사오양          | G1353 | 중국철로 광저우국 그룹   |
| 사오양          | G2365 | 중국철로 상하이국 그룹   |
| 화이화 남       | G1369 | 중국철로 광저우국 그룹   |
| 쿤밍 남         | G1371 | 쿤밍국 그룹              |
| 쿤밍 남         | G1373, G1377 | 중국철로 상하이국 그룹   |
| 난창            | G1383, G1389 | 중국철로 난창국 그룹     |
| 난창 서         | G1387, G1395 | 중국철로 난창국 그룹     |
| 주장            | G1393 | 중국철로 상하이국 그룹   |
| 난닝 동         | G1501 | 중국철로 난닝국 그룹     |
| 푸저우          | G1631, G1633 | 중국철로 상하이국 그룹   |
| 푸저우          | G1635, G1637, G1639 | 중국철로 난창국 그룹     |
| 샤먼 북         | 후쿤 고속철도, 허푸 고속철도, 항선 선 경유：G1651, G1659 후쿤 고속철도, 항선 선 경유：G1673, D3291                             | 중국철로 난창국 그룹     |
| 샤먼 북         | 후쿤 고속철도, 허푸 고속철도, 항선 선 경유：G1653, G1655, G1657 후쿤 고속철도, 항선 선 경유：D379, D3201, D3205                | 중국철로 상하이국 그룹   |
| 주마뎬 서       | G1716 | 중국철로 우한국 그룹     |
| 다예            | G1728 | 중국철로 우한국 그룹     |
| 정저우 동       | G1802, G1806 | 중국철로 상하이국 그룹   |
| 정저우 동       | G368, G1814, G1818, G1826 | 중국철로 정저우국 그룹   |
| 자오줘          | G1810 | 중국철로 정저우국 그룹   |
| 뤄양룽먼        | G1822 | 중국철로 정저우국 그룹   |
| 시안 북         | G1936 | 중국철로 정저우국 그룹   |
| 시안 북         | G360 | 중국철로 상하이국 그룹   |
| 시안 북         | G1920, G1924, G1928, G1932, G1940                                                                                              | 중국철로 시안국 그룹     |
| 타이위안 남     | G1952 | 중국철로 타이위안국 그룹 |
| 타이위안 남     | G1956 | 중국철로 상하이국 그룹   |
| 란저우 서       | G1970 | 중국철로 상하이국 그룹   |
| 청두 동         | D352, D636 | 중국철로 청두국 그룹     |
| 잔장 서         | 비정기 운행: D931 | 중국철로 상하이국 그룹   |
| 주하이          | 비정기 운행: D941 | 중국철로 상하이국 그룹   |
| 청두            | D2206 | 중국철로 청두국 그룹     |
| 충칭 북         | D2212, D2216 | 중국철로 상하이국 그룹   |
| 선전 북         | D2287, D2285, D3107, D2283 | 중국철로 상하이국 그룹   |
| 이창 동         | D3002, D3072 | 중국철로 상하이국 그룹   |
| 이창 동         | D3006, D3026 | 중국철로 우한국 그룹     |
| 우창            | D3022 | 중국철로 상하이국 그룹   |
| 푸저우 남       | D3103 | 중국철로 난창국 그룹     |
| 룽옌            | D3131 | 중국철로 난창국 그룹     |
| 간저우          | D3145 | 중국철로 난창국 그룹     |
| 우이산 동       | D3321 | 중국철로 난창국 그룹     |
| 징더전 북       | D3323 | 중국철로 난창국 그룹     |
| 푸톈            | D381 | 중국철로 난창국 그룹     |

### 관할이내 착발 열차
| 차편 | 목적지    | 비고 |
| --- | --------- | --- |
| G7102, G7104, G7106, G7108, G7110 G7112, G7114, G7116, G7118, G7120, G7124, G7130                                                                       | 난징      | 이 열차들은 중국동방항공공사와 상하이철로국 “공철연운(空铁联运)” 제조품의 가상편호를 달고 있으며 가상편호는 MU6461~MU6159 사이이다. |
| G7126, G7178, G7180, G7391, G7395 | 난징 남   | G7391, G7395는 후항 고속철도, 닝항 고속철도를 경유한다.                                                                             |
| G7128 | 창저우    | |
| G7132, G7136, G7140, G7144 | 안칭      | |
| G7148, G7152 | 우후      | |
| G7156, G7164, G7196 | 허페이 남 | |
| G7160 | 류안      | |
| G7178 | 수저우    | |
| G7301, G7303, G7305, G7307, G7309 | 황산 북   | |
| 후항 고속철도, 항창 고속철도, 진원신솽선 경유 : G7331, G7333, G7339, G7461 후항 고속철도, 항선선 경유 : G7521, G7525, G7535, G7543, G7545, G7549, G7561 | 원저우 남 | |
| G7347 | 진화 남   | |
| G7351 | 이싱      | |
| G7355 | 항저우    | |
| G7365 | 장산      | |
| G7367 | 웨칭      | |
| G7381, G7383 | 추저우    | |
| 후항 고속철도, 항선선 경유 : G7501, G7537, G7539 후항 고속철도, 항창 고속철도, 진원신솽선 경유 : G7335, G7337                                           | 창난      | |
| G7503, G7541 | 타이저우  | |
| G7507, G7509, G7515, G7517, G7519, G7529 | 닝보      | |
| G7527 | 닝하이    | |
| G7551, G7553 | 첸다오후  | |
| G7555 | 항저우 동 | |
| G7557 | 싼먼샨    | |

### 경유 열차
| 열차 소속국            | 목적지 |
| ---------------------- | --- |
| 중국철로 베이징국 그룹 | 베이징 남, 항저 동 |
| 중국철로 청두국 그룹   | 구이양, 난징 남 |
| 중국철로 상하이국 그룹 | 안칭, 베이징 남, 창난, 창저우, 간저우, 항저우 동, 허페이, 화이난 동, 황산 북, 장산, 쿤밍 남, 룽옌, 류안, 난징, 난징 남, 닝보, 추저우, 상하이, 선번 북, 타이저우, 원저우 남, 수저우, 정저우 동 |
| 중국철로 난창국 그룹   | 창저우 북, 주장 |
| 중국철로 선양국 그룹   | 창난, 선양 북 |

## 연결 교통

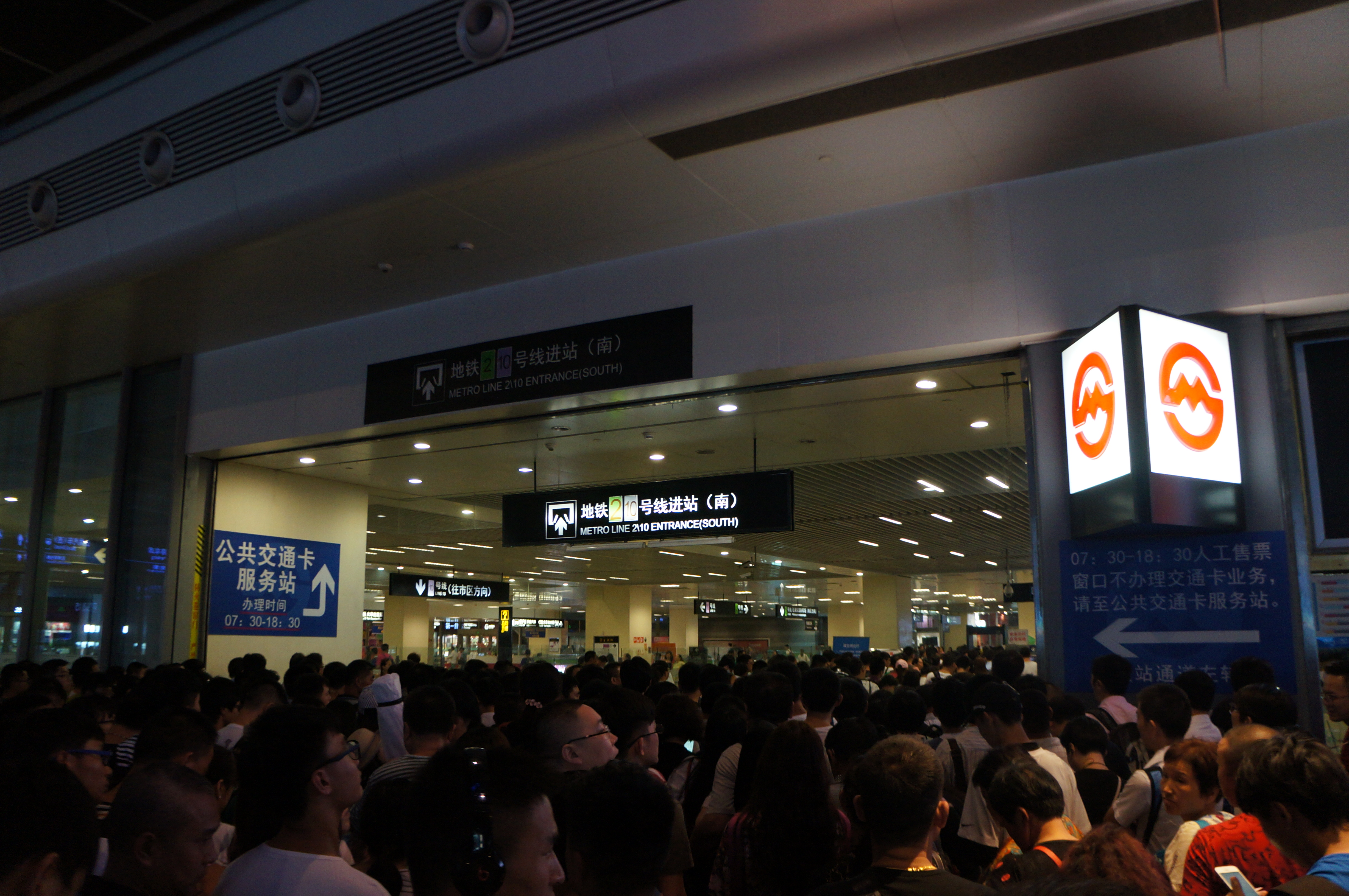
지하철 훙차오역 남쪽 출구

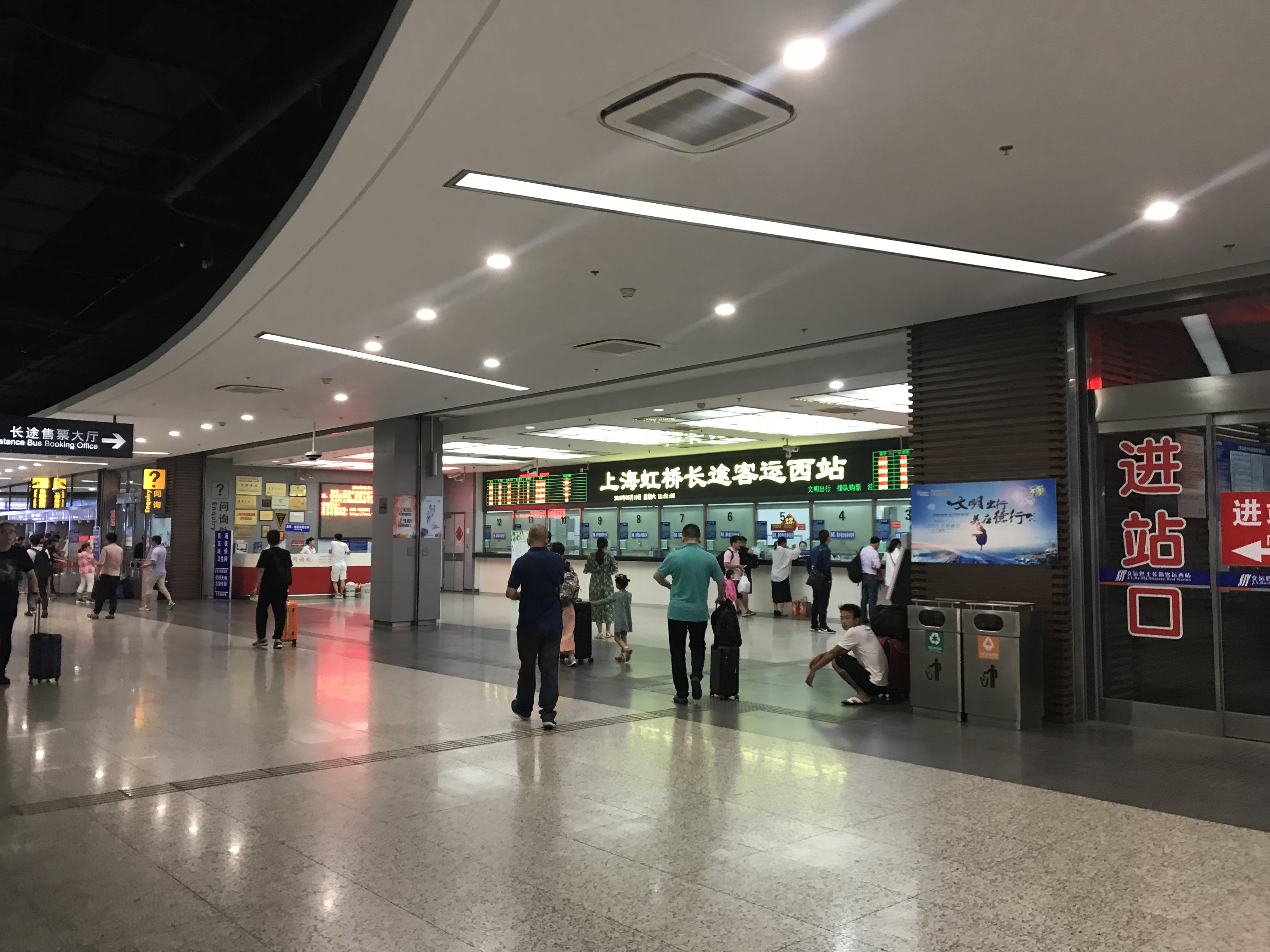
상하이 훙차오 서부 장거리 버스터미널

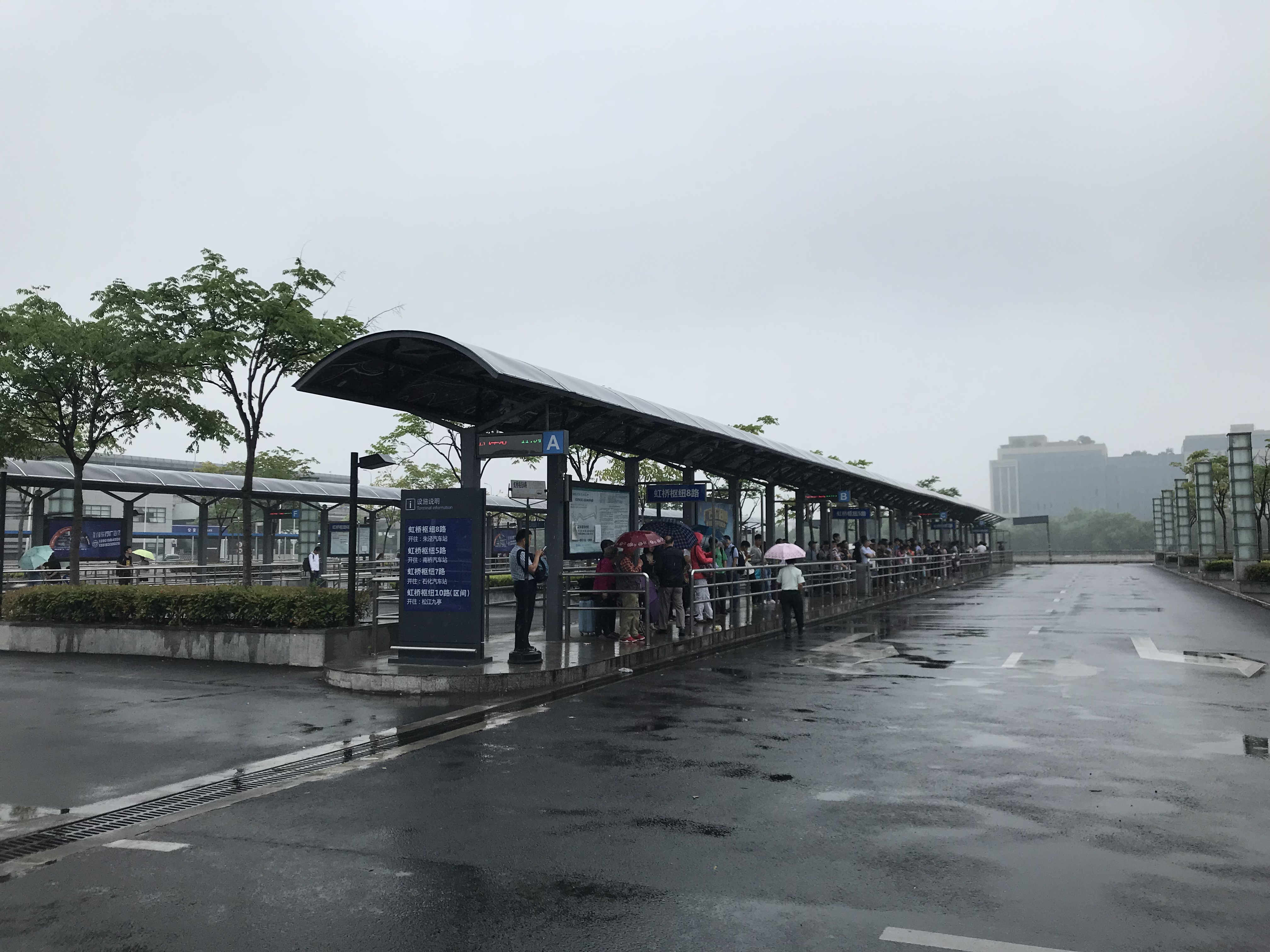
훙차오 서부 교통센터 정류장

### 지하철
상하이 지하철 훙차오역은 상하이 훙차오역 B1층에서 대합실 서쪽과 지하까지, 출구 남/북 10~15 사이에 위치하고 있다. 역은 2010년 7월 1일 상하이 훙차오역이 투입되었을 때 상하이 지하철 2호선, 10호선, 17호선(구 20호선 칭푸선)의 환승을 위해 개방되었다.
향후 지하철 5호선이 올라오고, 상하이 지하철 구17호선도 훙차오역을 지나면서 5개 노선의 환승역이 된다.

### 버스
훙차오역에는 훙차오 허브 동부 교통센터(虹桥枢纽东交通中心)와 훙차오 서부 교통센터(虹桥西交通中心)로 2개의 복합환승센터가 있다. 동부 교통센터는 공항과 도시 철도의 환승을 주로 담당하고 있으며, 서부 교통센터는 철도터미널 서쪽에 위치해 철도 여행객들을 위한 환승을 제공하고 있다.
| 훙차오 허브 서부 교통센터 |                  |                      |                                                                                     |
| 정류장                    | 버스노선         | 기점                 | 종점                                                                                |
| A                         | 훙차오 허브 8로  | 훙차오 서부 교통센터 | 주징 정류장                                                                         |
| B                         | 훙차오 허브 5로  | 훙차오 서부 교통센터 | 난차오 정류장                                                                       |
| C                         | 훙차오 허브 7로  | 훙차오 서부 교통센터 | 스화 정류장                                                                         |
| D                         | 미개통           | 미개통               | 미개통                                                                              |
| E                         | 훙차오 허브 10로 | 훙차오 서부 교통센터 | 쑹장 정류장                                                                         |
| F                         | 훙차오 허브 6로  | 훙차오 서부 교통센터 | 칭푸 정류장                                                                         |
| G                         | 훙롄딩 셔틀노선  | 훙차오 서부 교통센터 | 롄탕 정류장                                                                         |
| H                         | 훙차오 허브 5로  | 훙차오 서부 교통센터 | 난차오 정류장                                                                       |
| H                         | 훙차오 허브 1로  | 훙차오 서부 교통센터 | 상하이 남역 (북광장)                                                                |
| H                         | 320로            | 훙차오 서부 교통센터 | 옌안동로,중산동1로                                                                  |
| H                         | 835로            | 선쿤로 환승센터      | 선쿤로 환승센터                                                                     |
| I                         | 미개통           | 미개통               | 미개통                                                                              |
| J                         | 미개통           | 미개통               | 미개통                                                                              |
| K                         | 민항23로         | 닝훙로 선빈로        | 선창로 융훙로                                                                       |
| L                         | 173로            | 선좡 지하철역        | 진야오로 허샤로 (교량) 진야오로, 허샤로 방향으로 훙차오 서부 교통센터에서 편도 정차 |
| L                         | 189로 (구간)     | 훙차오 서부 교통센터 | 지왕                                                                                |

## 인접정차역
| 중국철로                                 | 중국철로              | 중국철로                       |
| ---------------------------------------- | --------------------- | ------------------------------ |
| 쿤산 남 베이징 남역 방면                 | ← 44km 징후 고속철도  | 시·종착역                      |
| 시·종착역                                | 후쿤 고속철도 30km →  | 쑹장 남 쿤밍 남 방면           |
| 상하이 동차구간 상하이 훙차오 차량사업소 | ← 4.5km 출고선        | 시·종착역                      |
| 안팅 북 난징, 난징 남 방면               | 후닝 고속철도(훙안선) | 시·종착역                      |
| 펑방 , 상하이 방면                       | 훙펑 철로             | 시·종착역                      |
| 시·종착역                                | 101전용선             | 훙차오 공항 방면               |
| 시·종착역                                | 훙치 철로             | 치바오 , 상하이 남 동차소 방면 |

## 같이 보기
- 상하이역
- 상하이 남역